# Bō

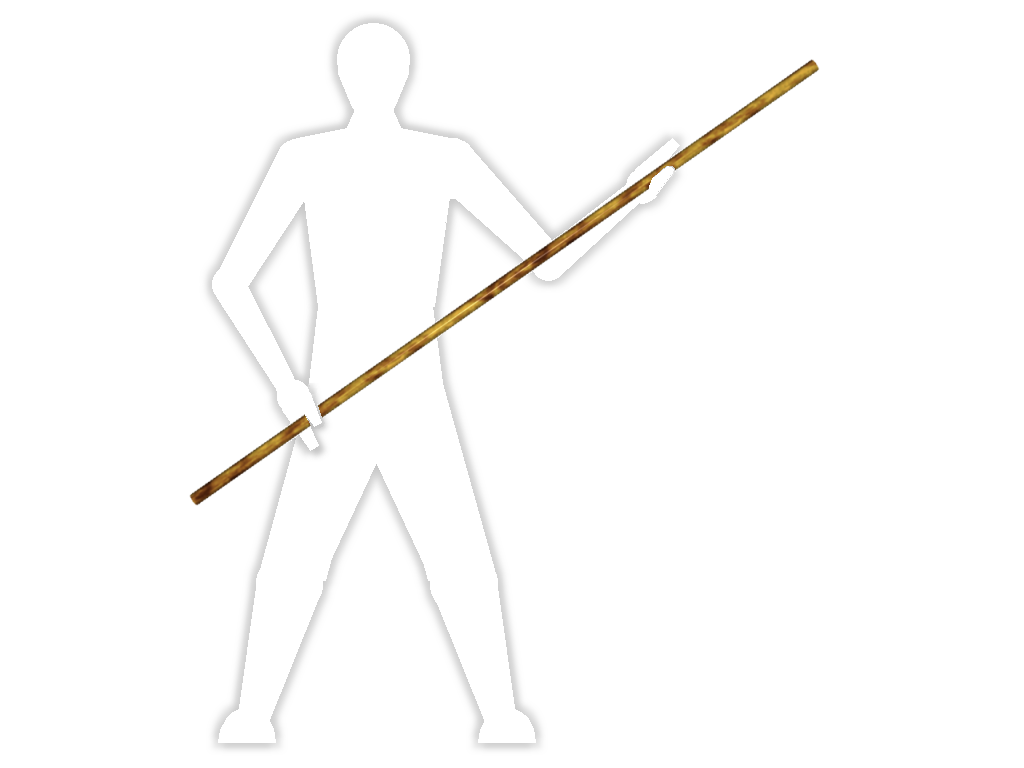
Um bō

Bō é uma arma japonesa que é basicamente um pedaço de pau de comprimento variante entre 180 cm e 210 cm. Esse bastão de madeira é geralmente feito de bambu.
Os tamanhos tradicionais do bō para a prática do kobudo são 90 centímetros e 180 centímetros. Atualmente, se utilizam também os de 30 centímetros por causa do reduzido tamanho dos dojos, que não permitem toda a mobilidade que o bō de 180 providencia.
O bō é utilizado em artes marciais como o kung fu/wushu, o caratê, o ninjutsu, o hapkido entre outras.

## Ficção
Na ficção, o bō é usado pelos seguintes personagens:
- Rei Macaco em Jornada ao Oeste ("Ruyi Jingu Bang").
- Goku em Dragon Ball ("Bastão Mágico").
- TenTen em Naruto.
- Jade em Mortal Kombat.
- Raiden em Mortal Kombat.
- Donatello em Tartarugas Ninja.
- Tim Drake (Robin III) em Batman.
- Slade em Os Jovens Titãs.
- Yagura em Naruto.
- Cheetara em ThunderCats.
- Diana em Caverna do Dragão.
- Gambit em X-Men.
- Angemon em Digimon.
- Kai em Bucky.
- Ikkou Kasumi/Hunter Bradley e Isshuu Kasumi/Blake Bradley em Ninpuu Sentai Hurricaneger/Power Rangers: Ninja Storm.
- Ryouga Hakua/Conner McKnight em Bakuryuu Sentai Abaranger/Power Rangers: Dino Thunder.
- Morgan Jones em The Walking Dead.
- Kawaki em Boruto: Naruto Next Generations.
- Stick, mestre do Demolidor, o Homem sem Medo